# Bixad, Satu Mare
Bixad là một xã thuộc hạt Satu Mare, România. Dân số thời điểm năm 2002 là 7552 người.